# Batalla de La Estrelleta
La Batalla de La Estrelleta fue uno de los grandes combates de la República Dominicana después de la declaración de Independencia Nacional. Esta batalla, conocida como La Estrelleta, fue librada el 17 de septiembre de 1845 en la parte fronteriza de República Dominicana y Haití, hoy la provincia Elías Piña. En esta batalla, nuevamente el país vio el desempeño del pueblo y de las fuerzas armadas, al mando del general José Joaquín Puello, poniendo nuevamente la bandera dominicana y los sentimientos patrióticos del pueblo por todo lo alto. En esa contienda, el general José Joaquín Puello y una porción de la armada del sur, liderada por el general Antonio Duvergé, lograron vencer de manera convincente a las tropas del país vecino, Haití, comandadas por el general Jean-Louis Pierrot, quienes pretendían reagruparse para embestir de nuevo el país, es decir, volver a controlar la reciente nación. El general Puello contó con el apoyo de los coroneles Bernardino Pérez y Valentín Alcántara. Cuentan relatos de que uno de los combatientes dominicanos vio venir a unos de los de las tropas enemigas y tomando el asta de la bandera saltó cortando en dos al enemigo. [cita requerida]
El informe del Ejército dominicano precisa que la batalla de La Estrelleta significó la acción más militarista de la campaña, porque ella fue marcada para dar un golpe contundente a punto de bayoneta y ataque de caballería.